# Блазар
Блаза́ры — класс внегалактических объектов высокой светимости, активные галактические ядра с джетами, направленными в сторону наблюдателя (менее 20 градусов от луча зрения). Доплеровское усиление светимости и релятивистская аберрация света делают блазар значительно ярче для наблюдателя, чем было бы в случае, если бы джет был направлен в сторону от луча зрения. Как и все квазары, блазары связаны со сверхмассивной чёрной дырой в центре галактики; в случае блазаров эта галактика, как правило, является гигантской эллиптической галактикой.

## Структура

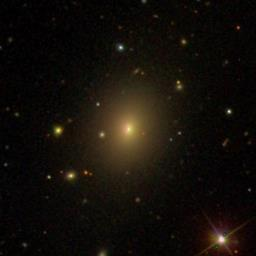
Изображение блазара Маркарян 501, полученное во время слоановского цифрового небесного обзора, которое показывает яркое ядро и эллиптическую галактику-хозяина

Блазары — одни из самых энергетически мощных явлений во Вселенной, и они являются важным предметом изучения внегалактической астрономии.
Блазары как тип объектов содержат два подтипа:
- лацертиды. Типичный пример, давший название всему подтипу, — BL Ящерицы (BL Lacertae).
- оптически быстропеременные квазары — группа квазаров, которым свойственна высокоамплитудная переменность блеска в оптическом диапазоне (Δm ≥ 3m). Типичный пример — 3C 279. Обычно имеют более сильные эмиссионные линии в оптическом спектре, чем лацертиды, и гораздо более активны в радиодиапазоне.

Название блазаров происходит от обозначения первого изученного представителя этого класса «BL Lac» и «квазар», при этом обыгрывается совпадение с англ. blaze «пылать». Название было предложено в 1978 году астрономом Эдвардом Шпигелем (Edward Spiegel). 
Объекты этого класса показывают переменность блеска на различных длинах волн и временных масштабах от часов до десятков лет, обнаруживают высокую (до 10 %) и переменную линейную поляризацию излучения во всех диапазонах спектра (до 10 %). Благодаря направленности джета на наблюдателя и высокой скорости плазмы в джете (95—99% скорости света), вблизи ядра блазаров наблюдаются кажущиеся сверхсветовые движения.

## Релятивистское излучение
Наблюдаемое излучение блазара значительно усиливается релятивистскими эффектами в струе, процесс, называемый релятивистским излучением. Объёмная скорость плазмы, составляющей струю, может составлять 95—99 % скорости света. Эта объёмная скорость не является скоростью типичного электрона или протона в струе. Отдельные частицы движутся во многих направлениях, в результате чего чистая скорость плазмы находится в указанном диапазоне.

## Генерация нейтрино
В 2020—2021 гг. российские исследователи обосновали генерацию нейтрино с энергиями от 1 ТэВ блазарами и установили, что приход таких нейтрино связан со вспышками радиоизлучения блазаров. Идея проверить именно радиоизлучение квазаров по направлениям прихода нейтрино, а не проверявшееся до этого гамма-излучение принадлежит Ю. Ю. Ковалёву.

## Открытие
Многие из более ярких блазаров были впервые идентифицированы не как мощные далёкие галактики, а как нерегулярные переменные звезды в нашей собственной галактике. Эти блазары, как настоящие нерегулярные переменные звёзды, меняли яркость в периоды дней или лет, но без рисунка.

## Современные представления
Считается, что блазары являются активными ядрами галактик, причём релятивистские струи ориентированы вблизи линии обзора с наблюдателем.
Специальная ориентация струи объясняет общие особенности: высокая наблюдаемая светимость, очень быстрое изменение, высокая поляризация (по сравнению с не блазарскими квазарами) и явные сверхсветовые движения, обнаруженные вдоль первых нескольких парсеков джетов в большинстве блазаров.
Самый далёкий блазар обнаружен на расстоянии, соответствующему красному смещению {\displaystyle z\approx 6}.
На 2003 год известно несколько сотен блазаров.